# Дом купца Габдулвалиева
Жилой дом купца Габдулвалиева — историческое здание в Алма-Ате верненского периода.

## История
Здание было построено в 1909 году архитектором Зенковым по заказу купца Исхака Габдулвалиева. В Верном семья Габдулвалиевых владела домами и складами, расположенными на улицах Училищная, Сергиопольская, Гостинодворская, Таранчинская и других. Одним из таких зданий был Торговый дом «И. Габдулвалиев с сыновьями».
После революции жилой дом был национализирован, а после переноса столицы Казахской ССР из Кызыл-Орды в Алма-Ату в здании разместился Народный комиссариат финансов.
В настоящее время в здании расположен «Архстройпроект».

## Архитектура
Памятник зодчества начала XX века города Верного, построенный в стиле «модерна». Это прямоугольное в плане, двухэтажное здание. Главные оси выявлены расположением куполов и парапетных стен. Фасады имеют чёткое горизонтальное и вертикальное членения. Окна прямоугольной формы обведены профилированными штукатурными наличниками с полочками. Профилированный карниз, парапетные стены криволинейных очертаний и столбики парапета, увенчанные шарами, насыщены деревянным, резным растительным орнаментом.

## Статус памятника
10 ноября 2010 года был утверждён новый Государственный список памятников истории и культуры местного значения города Алматы, одновременно с которым все предыдущие решения по этому поводу были признаны утратившими силу. В этом Постановлении был сохранён статус памятника местного значения жилому дому купца Габдулвалиева. Границы охранных зон были утверждены в 2014 году.